# Liste der Monuments historiques in Verdelais
Die Liste der Monuments historiques in Verdelais führt die Monuments historiques in der französischen Gemeinde Verdelais auf.

## Liste der Bauwerke
| Bezeichnung                    | Beschreibung | Standort | Kennzeichnung | Schutzstatus | Datum | Bild           |
| ------------------------------ | ------------ | -------- | ------------- | ------------ | ----- | -------------- |
| Alleen                         |              | (Lage)   | PA33000111    | Inscrit      | 2009  |                |
| Basilika Notre-Dame            |              | (Lage)   | PA33000027    | Classé       | 2010  | weitere Bilder |
| Wegekreuz und Calvaire         |              | (Lage)   | PA33000028    | Classé       | 2010  | weitere Bilder |
| Kloster                        |              | (Lage)   | PA33000029    | Classé       | 2010  | weitere Bilder |
| Kreuz                          |              | (Lage)   | PA33000030    | Classé       | 2010  | weitere Bilder |
| Kirche Saint-Maurice in Aubiac |              | (Lage)   | PA00083857    | Inscrit      | 1973  | weitere Bilder |
| Brunnen                        |              | (Lage)   | PA33000031    | Classé       | 2010  | weitere Bilder |

## Liste der Objekte

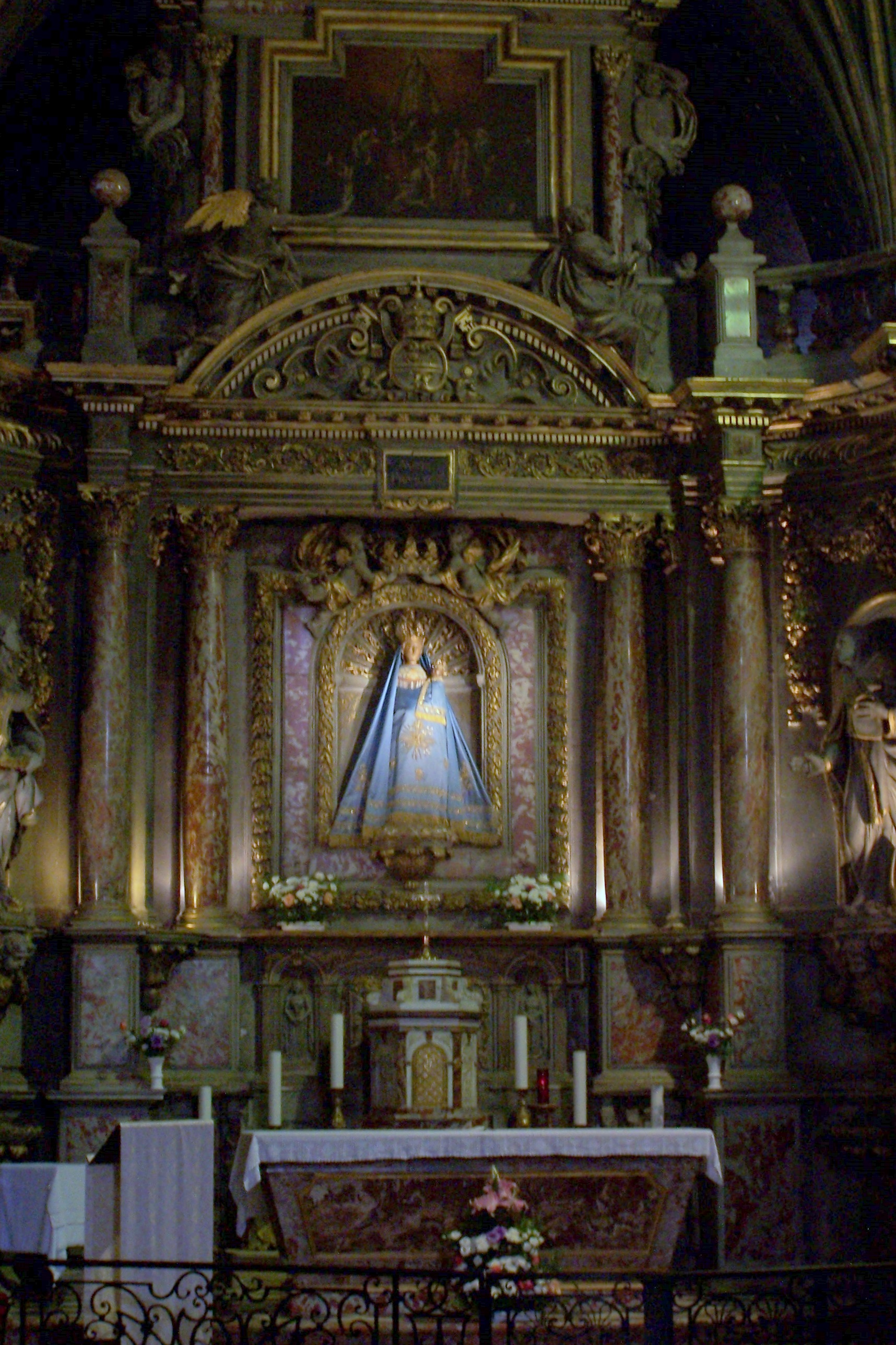
Hauptaltar in der Basilika Notre-Dame

- Monuments historiques (Objekte) in Verdelais in der Base Palissy des französischen Kultusministeriums